# Wounded souls
Wounded souls er en film instrueret af Jákup Heinesen og Lars Reinholdt.